# 南斯拉夫左翼
南斯拉夫左翼（羅馬化：Jugoslovenska Levica）是南斯拉夫联盟共和国历史上的一个左翼政党。该党成立于1994年7月23日，由以共产主义者联盟－维护南斯拉夫运动为首的19个左翼政党合并而成。
该党的意识形态是社会主义、共产主义、马克思列宁主义、南斯拉夫主义。该党的政治立场是左翼。该党的主席是南斯拉夫联盟共和国总统斯洛博丹·米洛舍维奇的妻子米里亚娜·马尔科维奇。
尽管该党与米洛舍维奇领导的塞尔维亚社会党存在政治分歧，但一直与其紧密合作，共同参加选举。在1990年代，米洛舍维奇政权的反对者有时会嘲讽该党为“中国共产党南斯拉夫支部”。
2003年12月29日，该党解散。